# Toine Hezemans
Antoine „Toine” Hezemans (ur. 14 kwietnia 1943 roku w Eindhoven) – holenderski kierowca wyścigowy.

## Kariera
Hezemans rozpoczął karierę w międzynarodowych wyścigach samochodowych w 1966 roku od startów w European Touring Car Championship. Z dorobkiem dziesięciu punktów uplasował się tam na dziesiątej pozycji w klasyfikacji generalnej. W późniejszych latach Holender pojawiał się także w stawce British Saloon Car Cahmpionship, Dutch Touring Car Championship, 24-godzinnego wyścigu Le Mans, 12 H Paul Ricard, European 2-litre Sports Car Championship for Makes, 1000 km of Barcelona, 24-godzinnego wyścigu Spa, German Racing Championship, European GT Championship, IMSA Camel GT Challenge, 24-godzinnego wyścigu Daytona, Procar BMW M1 oraz Niemieckiego Pucharu Porsche Carrera.